# Campionato europeo maschile di pallavolo 2013
Il campionato europeo maschile di pallavolo 2013 si è svolto dal 20 al 29 settembre 2013 a Odense, Herning, Aarhus e Copenaghen, in Danimarca ed a Danzica e Gdynia, in Polonia. Al torneo hanno partecipato 16 squadre nazionali europee e la vittoria finale è andata per prima la volta alla Russia.

## Qualificazioni
Al campionato europeo hanno partecipato le due nazionali dei paesi ospitanti, le prime 5 squadre classificate nel campionato del 2011 (in questo caso si è qualificata la sesta, in quanto la Polonia, terza nella precedente edizione, era già qualificata come paese ospitante) e 9 squadre provenienti dal torneo di qualificazione.

## Impianti
|                                                                         |                                                                        |                                                                         |
|                                                                         |                                                                        |                                                                         |
| Arena Fyn Città: Odense Capienza: 5.000 Anno d'apertura: 2007           | Jyske Bank Boxen Città: Herning Capienza: 12.000 Anno d'apertura: 2010 | NRGi Arena Città: Aarhus Capienza: 5.001 Anno d'apertura: 1920          |
|                                                                         |                                                                        |                                                                         |
| Parken Stadium Città: Copenaghen Capienza: 20.000 Anno d'apertura: 1980 | Ergo Arena Città: Danzica Capienza: 11.409 Anno d'apertura: 2010       | Gdynia Sports Arena Città: Gdynia Capienza: 5.500 Anno d'apertura: 2008 |

## Regolamento
Le sedici squadre partecipanti sono state divise in quattro gironi, disputando un girone all'italiana: al termine della prima fase la prima classificata di ogni girone ha acceduto direttamente ai quarti di finale per il primo posto, mentre la seconda e la terza classificata di ogni girone ha acceduto agli ottavi di finale per il primo posto (in tal caso le squadre del girone A hanno incontrato quelle del girone C, mentre quelle del girone B hanno incontrato quelle del girone D).

## Gironi
I gironi sono stati sorteggiati il 15 ottobre 2012 a Copenaghen.
| Girone A                            | Girone B                           | Girone C                              | Girone D                           |
| ----------------------------------- | ---------------------------------- | ------------------------------------- | ---------------------------------- |
| Belgio Bielorussia Danimarca Italia | Francia Polonia Slovacchia Turchia | Finlandia Paesi Bassi Serbia Slovenia | Bulgaria Germania Rep. Ceca Russia |

## Fase finale

### Finale 1º e 3º posto
|  | Playoff     | Playoff |           |            | Quarti di finale | Quarti di finale |            |                 | Semifinali      | Semifinali |  |  | Finale | Finale |
|  |             |         |           |            |                  |                  |            |                 |                 |            |  |  |        |        |
|  |             |         |           |            | Aarhus           |                  |            |                 |                 |            |  |  |        |        |
|  | Aarhus      |         |           |            |                  |                  |            |                 |                 |            |  |  |        |        |
|  | Belgio      | 1       |           |            |                  |                  |            |                 |                 |            |  |  |        |        |
|  | Belgio      | 1       | Serbia    | 3          | Copenaghen       | Copenaghen       |            |                 |                 |            |  |  |        |        |
|  |             | Serbia  | Serbia    | 3          | Copenaghen       | Copenaghen       | 3          |                 |                 |            |  |  |        |        |
|  | Danimarca   | Serbia  | 0         |            | Serbia           | 1                | 3          |                 |                 |            |  |  |        |        |
|  | Danimarca   | Danzica | 0         |            | Serbia           | 1                |            |                 |                 |            |  |  |        |        |
|  | Danzica     | Danzica |           | Russia     | 3                |                  |            |                 |                 |            |  |  |        |        |
|  | Danzica     | Danzica | Francia   | Russia     | 3                | 1                |            |                 |                 |            |  |  |        |        |
|  | Russia      | 3       | Francia   |            |                  | 1                | Copenaghen | Copenaghen      |                 |            |  |  |        |        |
|  | Russia      | 3       |           | Russia     | 3                |                  | Copenaghen | Copenaghen      |                 |            |  |  |        |        |
|  | Slovacchia  | 0       |           | Russia     | 3                | Russia           | 3          |                 |                 |            |  |  |        |        |
|  | Slovacchia  | 0       | Aarhus    |            |                  | Russia           | 3          |                 |                 |            |  |  |        |        |
|  | Aarhus      | Aarhus  |           | Italia     | 1                |                  |            |                 |                 |            |  |  |        |        |
|  | Aarhus      | Aarhus  | Finlandia | Italia     | 1                | 1                |            |                 |                 |            |  |  |        |        |
|  | Italia      | 3       | Finlandia | Copenaghen | Copenaghen       | 1                |            |                 |                 |            |  |  |        |        |
|  | Italia      | 3       |           | Copenaghen | Copenaghen       | Italia           | 3          |                 |                 |            |  |  |        |        |
|  | Paesi Bassi | 1       |           | Italia     | 3                | Italia           | 3          | Finale 3º posto | Finale 3º posto |            |  |  |        |        |
|  | Paesi Bassi | 1       | Danzica   | Italia     | 3                |                  |            | Finale 3º posto | Finale 3º posto |            |  |  |        |        |
|  | Danzica     | Danzica |           | Bulgaria   | 1                |                  | Copenaghen | Copenaghen      |                 |            |  |  |        |        |
|  | Danzica     | Danzica | Germania  | Bulgaria   | 1                | 1                | Copenaghen | Copenaghen      |                 |            |  |  |        |        |
|  | Polonia     | 2       | Germania  |            |                  | 1                | Serbia     | 3               |                 |            |  |  |        |        |
|  | Polonia     | 2       |           | Bulgaria   | 3                |                  | Serbia     | 3               |                 |            |  |  |        |        |
|  | Bulgaria    | 3       |           | Bulgaria   | 3                | Bulgaria         | 0          |                 |                 |            |  |  |        |        |
|  | Bulgaria    | 3       |           |            |                  | Bulgaria         | 0          |                 |                 |            |  |  |        |        |

## Podio

### Campione
Formazione: 2 Sergej Makarov, 3 Nikolaj Apalikov, 5 Sergej Grankin, 6 Evgenij Sivoželez, 7 Nikolaj Pavlov, 9 Aleksej Spiridonov, 10 Il'ja Žilin, 11 Andrej Aščev, 13 Dmitrij Musėrskij, 14 Artëm Vol'vič, 15 Dmitrij Il'inych, 16 Aleksej Verbov, 17 Maksim Michajlov, 20 Artëm Ermakov, CT: Andrej Voronkov

### Secondo posto
Formazione: 1 Thomas Beretta, 2 Jiří Kovář, 3 Simone Parodi, 4 Luca Vettori, 7 Salvatore Rossini, 8 Davide Saitta, 9 Ivan Zaytsev, 10 Filippo Lanza, 11 Cristian Savani, 12 Daniele Mazzone, 13 Dragan Travica, 14 Matteo Piano, 15 Emanuele Birarelli, 17 Andrea Giovi, CT: Mauro Berruto

### Terzo posto
Formazione: 1 Nikola Kovačević, 3 Marko Ivović, 4 Nemanja Petrić, 5 Vlado Petković, 7 Dragan Stanković, 8 Filip Vujić, 9 Nikola Jovović, 10 Miloš Nikić, 12 Milan Rašić, 14 Aleksandar Atanasijević, 15 Saša Starović, 18 Marko Podraščanin, 19 Nikola Rosić, 20 Srećko Lisinac, CT: Igor Kolaković

## Classifica finale
| Classifica | Squadre     | Qualificazione                                                                |
| ---------- | ----------- | ----------------------------------------------------------------------------- |
| Oro        | Russia      | Grand Champions Cup 2013 - Campionato mondiale 2014 - Campionato europeo 2015 |
| Argento    | Italia      | Campionato mondiale 2014                                                      |
| Bronzo     | Serbia      | Campionato europeo 2015                                                       |
| 4          | Bulgaria    |                                                                               |
| 5          | Francia     | Campionato europeo 2015                                                       |
| 6          | Germania    | Campionato europeo 2015                                                       |
| 7          | Belgio      | Campionato europeo 2015                                                       |
| 8          | Finlandia   |                                                                               |
| 9          | Polonia     |                                                                               |
| 10         | Paesi Bassi |                                                                               |
| 11         | Slovacchia  |                                                                               |
| 12         | Danimarca   |                                                                               |
| 13         | Slovenia    |                                                                               |
| 14         | Turchia     |                                                                               |
| 15         | Bielorussia |                                                                               |
| 16         | Rep. Ceca   |                                                                               |